# Sorvilán
Sorvilán er en by og kommune i det sydøstlige Spanien i provinsen Granada. Den har et indbyggertal på 511 (2024) indbyggere.